# Оборудование для сливо-наливных операций
Оборудование для сливо-наливных операций
Одной из основных операций при обращении нефтепродуктов является их прием в резервуары и раздача в технологические трубопроводы. К оборудованию для этих операций относят устройства через которые ведется прием и раздача нефтепродукта, устройства управления ими, а также средства подогрева и вспомогательные устройства.

## Хлопушки и устройства управления ими
Хлопушки предназначены для предотвращения потерь нефти и нефтепродуктов из резервуара в случаях разрыва технологических трубопроводов или выхода из строя размещенных на нём запорных органов.
Хлопушки производят двух видов: управляемые и неуправляемые, последние применяются редко, устанавливаются только на нагнетательных линиях. Они открываются под действием напора нефтепродукта со стороны технологического трубопровода и закрываются по окончании перекачки под действием веса крышки хлопушки. 
Управляемые хлопушки устанавливают на патрубках приемораздаточных внутри резервуара на всасывающих и нагнетающих трубопроводах.
Хлопушки с условным проходом до 300 мм имеют ручной привод от механизмов управления верхних (МУВ) расположенных на крыше резервуара или от механизмов управления (МУ) расположенных на стенке резервуара
Хлопушки открываются при помощи тросов (основного и запасного), изготовленных из нержавеющей стали, диаметром 5-8 мм. Основной трос от механизма управления присоединяется к проушине рычага основного или перепускного клапана, а запасной трос выводится в световой люк, либо он предусматривается в конструкции механизма управления верхнего.

## Приемо-раздаточные устройства
Основные проблемы, которые невозможно решить применением приемо-раздаточных патрубков и решаемые при помощи приемо-раздаточных устройств  можно свести к следующим:
1. увеличение накопления осадков на днище резервуара в продуктах, склонных к расслаиванию и седиментации, приводит к затруднению при производстве товарных операций,  дополнительным затратам на зачистку резервуара и увеличению коррозионной активности осадка, приводящего к снижению срока службы первого пояса и днища резервуара. Снижение высоты осадка достигается гидромеханическим воздействием струи закачиваемого продукта на отложения с помощью приемо-раздаточных устройств щелевого типа.
2. движение по трубопроводам нефтепродуктов с объемным электрическим сопротивлением более 109 Ом м (например, бензинов) приводит к их электризации и при поступлении  в резервуар может вызвать разряд статического электричества и воспламенение парогазовой среды находящейся в резервуаре. Интенсивность электризации тем выше, чем меньший слой нефтепродукта находится над закачиваемой жидкостью, поэтому подача нефтепродуктов в резервуар с высоты 200 мм от дна резервуара открытой струей и с разбрызгиванием не допускается.
3. увеличение оборачиваемости нефтепродуктов в современных условиях приводит к потребности в сокращении необорачиваемого объёма нефтепродуктов в резервуарах  и более эффективной эксплуатации резервуаров. Поэтому стремятся уменьшить уровень несливаемого остатка нефтепродукта и приемо-раздаточные устройства выполняют сниженными к днищу резервуара.

Кроме этого, существует ряд требований нормативной документации запрещающий проведение операций приема и раздачи со значительными скоростями. Так, наполнение резервуаров запрещено со скоростями превышающими 1 м/с до момента поднятия понтона с опор (в РВСП) или до момента заполнения резервуара нефтепродуктом с затоплением ПРП (в РВС). Эта проблема при интенсификации операций или при отсутствии регулировки производительности подачи у насоса решается диффузорными приемо-раздаточными устройствами или устройствами со снижением скоростей нефтепродукта по длине организованные другими способами.
Следовательно, главное требование предъявляемое к приемо-раздаточным устройствам  — скорость потока на выходе из устройства. 
Приемо-раздаточное устройство ПРУ состоит из отвода, зонта, рассекателя и может комплектоваться запорным устройством. Отвод соединен с ПРП резервуара, с другой стороны к отводу крепится зонт, а рассекатель установлен на днище резервуара под зонтом.
В состав устройств типа ПРУ также включают запорную арматуру. 
Одним из наиболее нагруженных элементов в конструкции резервуаров является зона врезки в стенку резервуара патрубков приемо-раздачи испытывающей малоцикловое нагружение со стороны трубопровода и перемещение от температурных деформаций трубопровода. При монтаже запрещается жестко связывать рассекатель потока, установленный на днище резервуара и зонт, размещенный на отводе, что связано с возможным значительным перемещением стенки.  Кроме этого ПРУ существующей конструкции (два поворота на 90 град) имеют достаточно большое гидравлическое сопротивление (особенно с размещением в трубопроводе элементов привода поворотной заслонки и её самой). Снижение гидравлического сопротивления достигается использованием профилированного потока между рассекателем и зонтом, а также применением задвижек. С целью обеспечения прочности резервуара и электростатической безопасности ПРУ должна иметь такую конструкцию и быть расположена так, чтобы поток нефтепродукта поступающий в резервуар с высокой скоростью не воздействовал на упорный уголок соединения стенки и днища резервуара.
Анализируя приведенные факты видно что приемо-раздаточные устройства типа ПРУ не обеспечивают безопасной эксплуатации резервуаров. 
Техническое решение заключенное в совмещенном устройстве приемо-раздачи (СУПР) с совмещенными функциями нескольких устройств направлено на обеспечение объединения полезных функций ПРУ, заборно-предохранительного устройства ХП и  устройства размыва донных отложений с регулируемой подачей струи. 
СУПР изготавливаются следующих типов:
для снижения накопления донных отложений  при эксплуатации резервуаров с расслаивающимися нефтепродуктами с регулируемой скоростью струи на выходе СУПР. 
для обеспечения электростатической безопасности при заполнении резервуаров любых типов сильно электризующимися нефтепродуктами и снижения скорости до требуемой по нормативной документации при наполнении РВСП или РВСПК.
возможно объединение СУПР различных типов в одном устройстве при использовании резервуаров для различных нефтепродуктов.
В общем случае, СУПР содержит корпус — отвод, плавно снижающийся ко дну резервуара, и по мере снижения меняющий сечение от круглого в месте присоединения к патрубку приемо-раздачи корпуса устройства до щелевого сопла на нижнем открытом торце корпуса. При этом за счет направления потока и сниженным по сравнению с ПРУ полным гидравлическим сопротивлением обеспечивается снижение нагрузок на стенку резервуара. Для компенсации перемещения стенки резервуара относительно днища в составе СУПР выполнена искробезопасная опора корпуса на днище резервуара, а в месте присоединения трубопровода СУПР к ПРП может быть предусмотрен поворотный компенсатор. 
Устройства СУПР имеют такую конструкцию, что возможен их беспрепятственный монтаж на резервуарах с уже установленными понтонами через люки-лазы в стенке.
В конструкции СУПР первого типа в зависимости от толщины слоя осадка и, следовательно,  от требуемой скорости для его размыва положением запорного органа регулируется размер щели. При хранении и закачке нефтепродукта запорный орган может выполнять роль крышки ХП или заслонки ПРУ.

## Плавающее заборное устройство (ПЗУ)

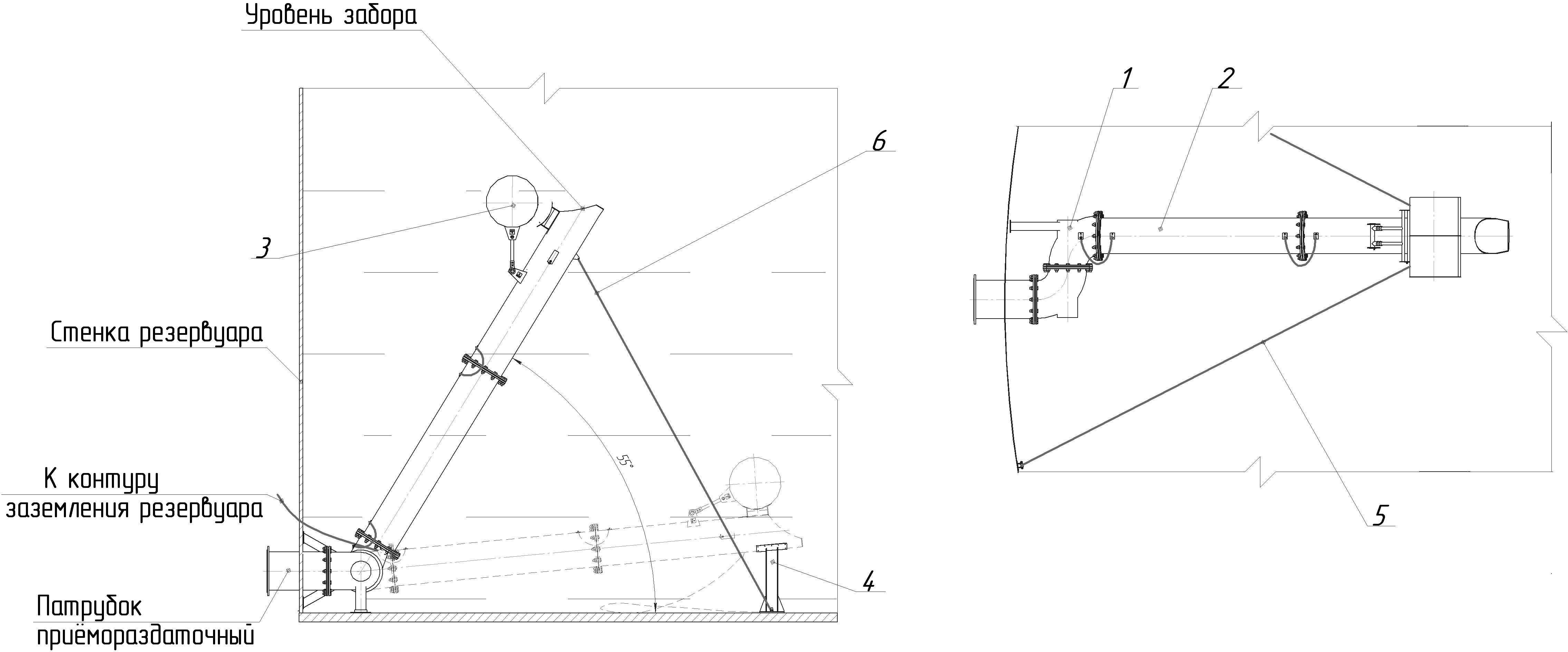
Плавающее заборное устройство

При хранении керосина из за разности его плотности с плотностью воды последняя опускается к днищу резервуара. Применение авиационного керосина даже с небольшой примесью воды недопустимо. Для откачки высококачественного топлива и масел из верхних слоев резервуара, чтобы не допустить подачу загрязненного и обводненного топлива используют плавающие заборные устройства ПЗУ. 
ПЗУ  устанавливается на патрубок приёмо-раздаточный с помощью шарнира трубного ШТ и перемещается по высоте резервуара при изменении уровня налива при помощи  поплавков, рассчитанных из условий сохранения плавучести ПЗУ при заданной плотности продукта с учетом массы подвижной части и момента на перемещение трубы по опорам шарнира трубного. 
ПЗУ состоит из подвижной части и неподвижной. Подвижная часть монтируется на подвижном отводе шарнира трубного и включает в себя несущий поплавок (поплавки) и трубу.  
Неподвижная часть ПЗУ состоит из ложемента,  расположенного на днище резервуара на котором располагается заборная труба в нижнем своем положении, что предотвращает забор подтоварной воды при минимальном уровне налива в резервуаре и соприкосновение частей ПЗУ с подтоварной водой,  увеличивая срок службы конструкции. Форма заборного торца трубы ПЗУ исключает попадание подтоварной воды в трубопровод и способствует  снижению скорости в нём. 
Для обеспечения поперечной устойчивости подвижной части (в направлении перпендикулярном плоскости движения) трубу закрепляют растяжками к сферическим шарнирам, установленным на дне или стенке резервуара. 
Во избежание подъёма ПЗУ на угол больший угла трения (70°) при котором труба не может самостоятельно вернуться в исходное (горизонтальное) положение, в конструкции  ПЗУ предусмотрены ограничители угла подъёма ПЗУ (до 55°) в виде троса мерной длины закрепленного на днище резервуара, либо ограничителя угла поворота установленного на шарнире трубном. 
В аварийных ситуациях (при повреждении отпускного трубопровода или резервуарной задвижки) утечку продукта из резервуара можно предотвратить применением в конструкции ПЗУ механизма аварийного управления подъёмом заборной трубы в виде троса,  одним концом закрепленного на торце трубы, а другим выведенным в световой люк/ расположенный на крыше резервуара.